# Baie de Tendra
La baie de Tendra, en ukrainien Тендрівська затока, est une baie d'Ukraine située en mer Noire, entre la péninsule de Yahorlyk Kut au nord et la flèche de Tendra au sud et balisée par le phare de Tendra.

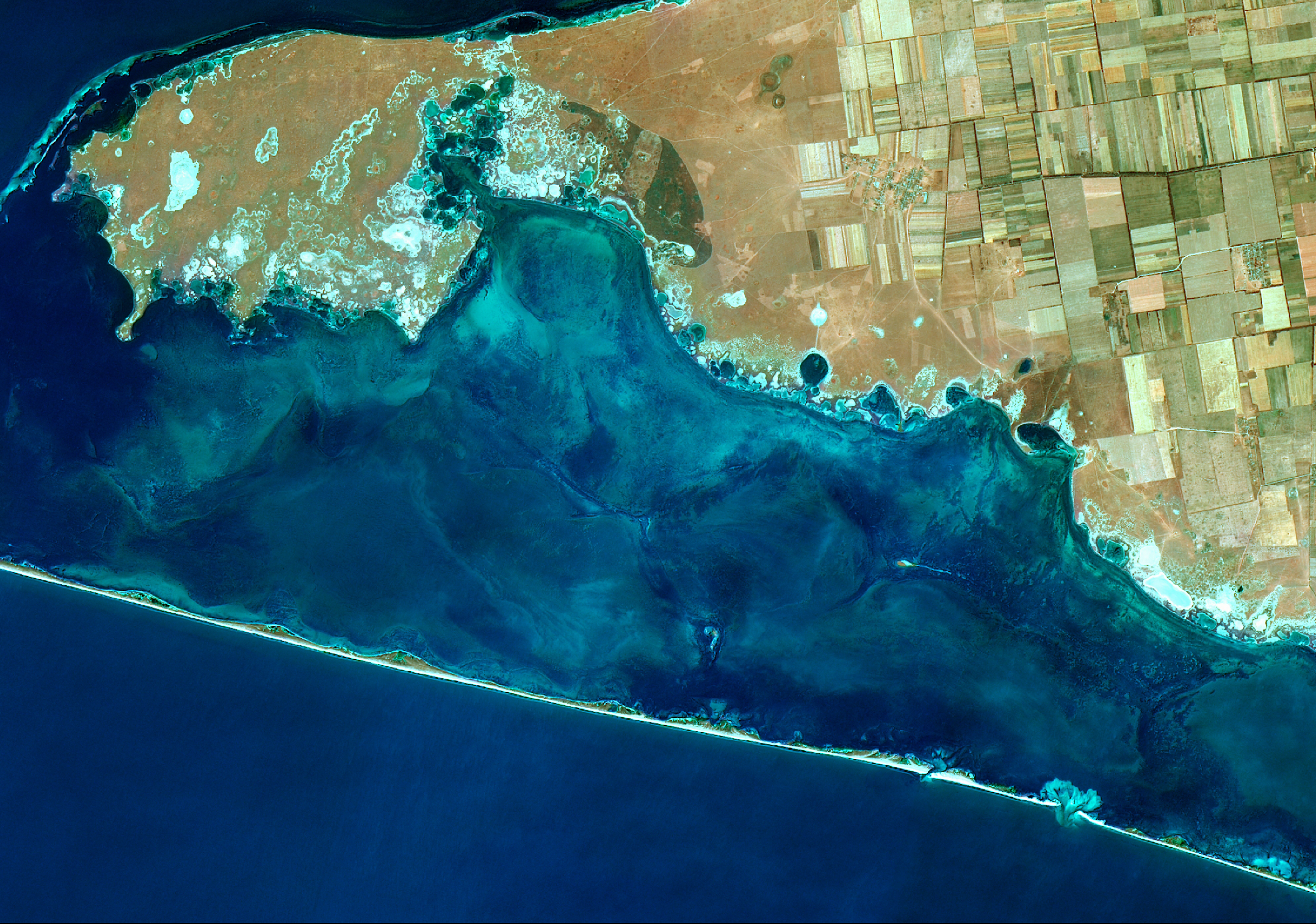
Image satellite dans le proche infrarouge d'une partie de la baie de Tendra.
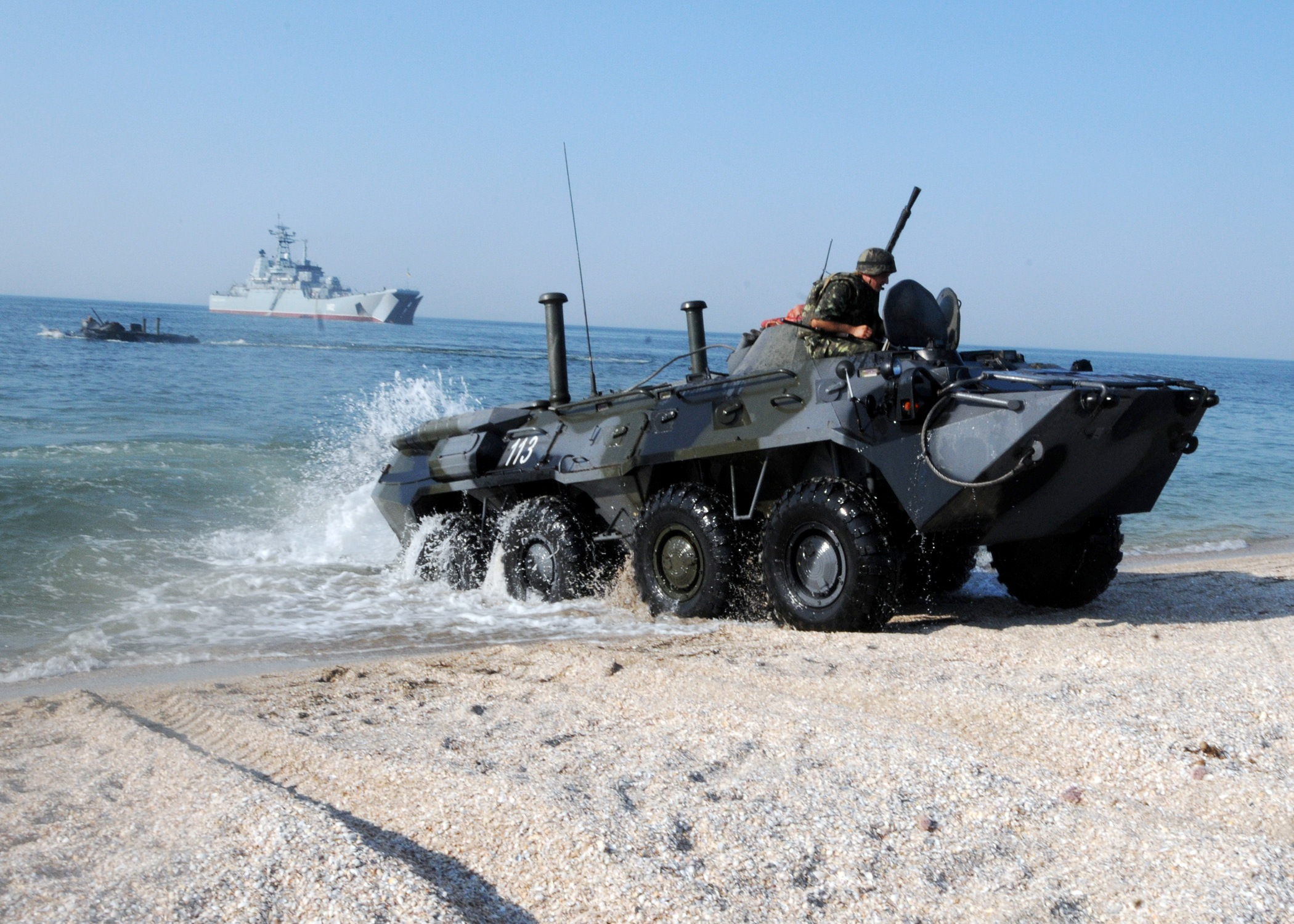
Débarquement d'unités militaires ukrainiennes sur la flèche de Tendra au cours d'un exercice en 2010.